# Diplochora fusata
Diplochora fusata är en mångfotingart som beskrevs av Carl Graf Attems 1903. Diplochora fusata ingår i släktet Diplochora och familjen spoljordkrypare. Inga underarter finns listade i Catalogue of Life.